# Kościół Świętych Apostołów Szymona i Judy Tadeusza w Skawinie
Kościół Świętych Apostołów Szymona i Judy Tadeusza w Skawinie – zabytkowy kościół parafialny pw. Świętych Apostołów Szymona i Tadeusza Judy, znajdujący się w Skawinie, w powiecie krakowskim.
Kościół, cmentarz przykościelny, figura NMP z 1896 r. oraz ogrodzenie został wpisany do rejestru zabytków nieruchomych województwa małopolskiego.

## Historia
Kościół ufundowany prawdopodobnie w czasie lokacji miasta przez Kazimierza Wielkiego w 1364 roku. Później był wielokrotnie przebudowywany. Obiekt zniszczony przez pożar w 1704 i 1815 roku.

## Architektura
Murowany, orientowany, trójnawowy z wielobocznie zamkniętym prezbiterium. W latach 1937–1939 dobudowano boczne nawy. W końcu XIX w. nadbudowano według projektu Władysława Ekielskiego wieżę.   

## Wyposażenie
- główny ołtarz późnobarokowy z początku XIX wieku;
- dwa ołtarze późnobarokowe z 1826 roku;
- chrzcielnica brązowa, barokowa, z początku XIX wieku;
- obrazy z XVII wieku: Zwiastowanie Pasterzom, Matka Boska Bolesna[3].

Saints Simon and Jude church in Skawina